# الگاون پیج
الگاون پیج (به انگلیسی: Alegaon Paga) یک منطقهٔ مسکونی در هند است که در مهاراشترا واقع شده‌است.

## خصوصیات
الگاون پیج ۲٬۶۱۰ نفر جمعیت دارد.